# Gare de Coxyde
La gare de Coxyde (en néerlandais : station Koksijde)  est une gare ferroviaire belge de la ligne 73, de Deinze à La Panne (frontière), située à Furnes, à proximité de la limite de la commune de Coxyde, dans la province de Flandre-Occidentale en Région flamande.
Elle est mise en service en 1952 par la Société nationale des chemins de fer belges (SNCB). C'est une gare de la Société nationale des chemins de fer belges (SNCB) desservie par des trains InterCity (IC), Touristiques (T) et Heure de pointe (P).

## Situation ferroviaire
Établie à 2 mètres d'altitude, la gare de Coxyde est située au point kilométrique (PK) 67,447 de la ligne 73, de Deinze à La Panne (frontière), entre les gares de Furnes et de La Panne.
Le tronçon de voie passant par la gare est à voie unique.

## Histoire
Le 5 février 1870, la Compagnie du chemin de fer de Furnes à Dunkerque ouvre à l'exploitation la section de Furnes à Adinkerque de l’actuelle ligne 73, de Deinze à La Panne (frontière).
En 1952, à la demande de la ville et des commerçants locaux, une gare est rajoutée entre Furnes et Adinkerque : la gare de Coxyde.
L’ancien bâtiment voyageurs et sa buvette ont été démolis en 2011 au profit d’un nouvel édifice, plus moderne, muni d’un quai agrandi.

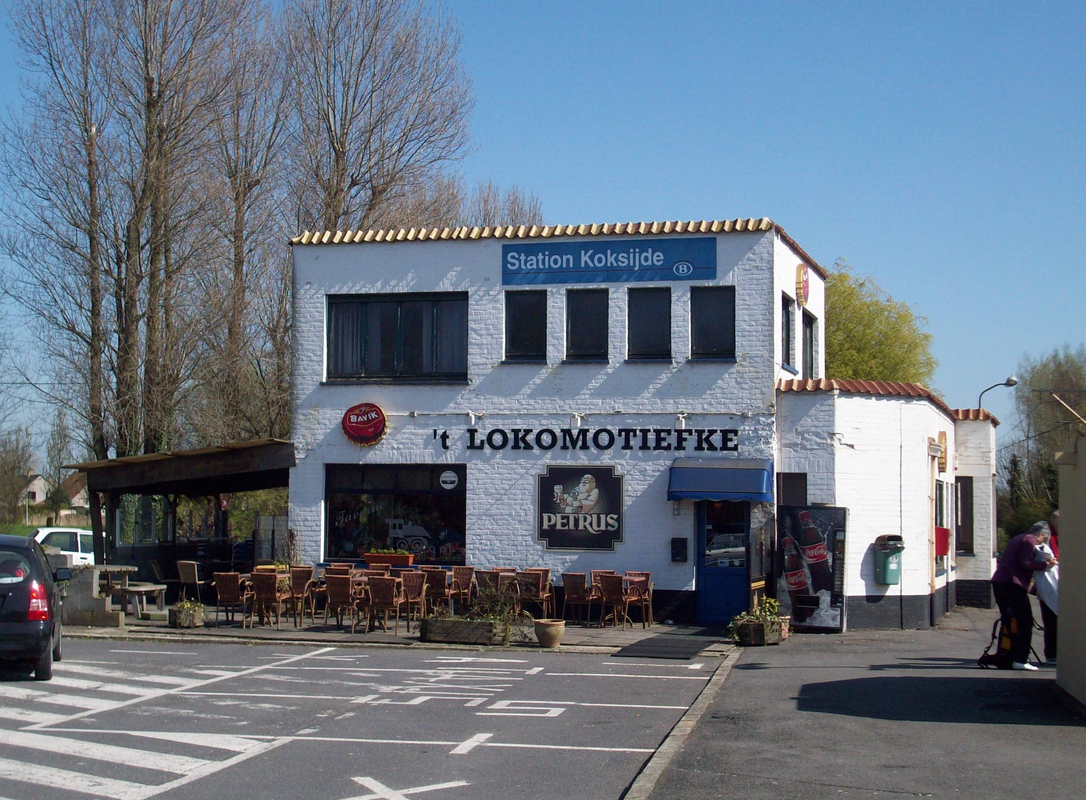
La gare en 2010.
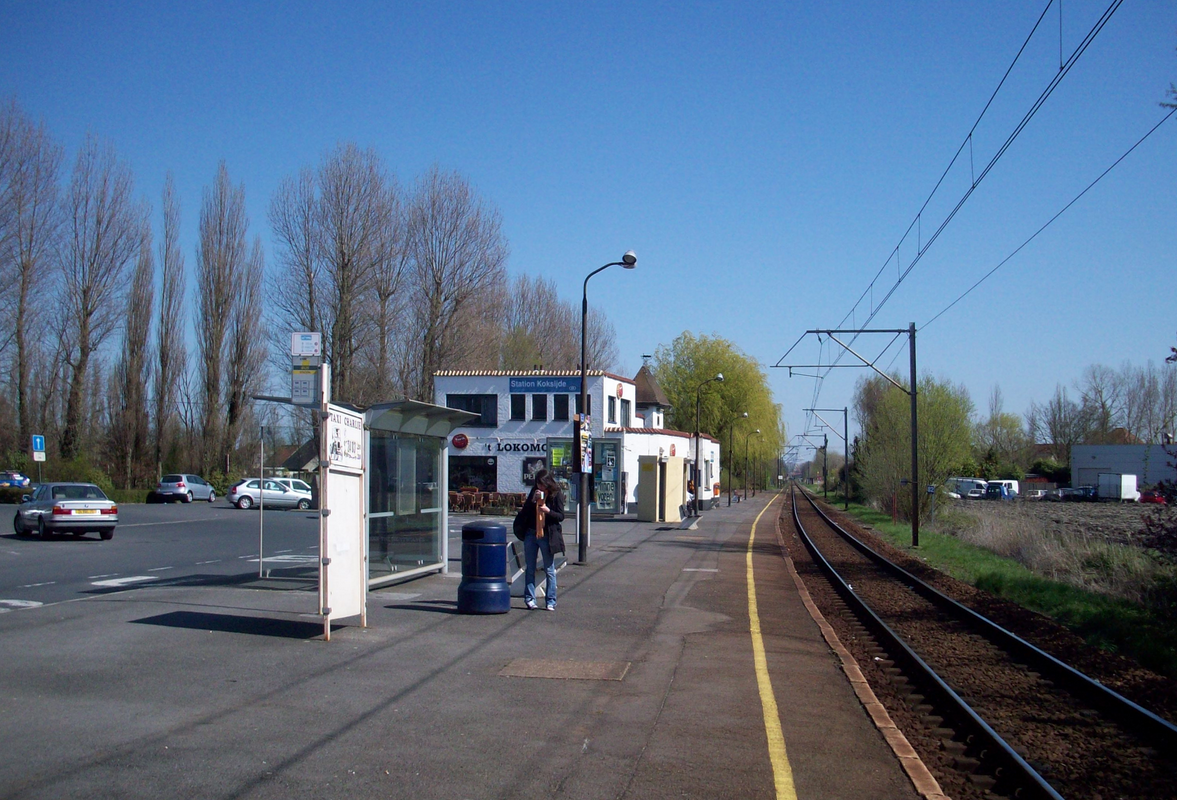
Voie et quai en 2010
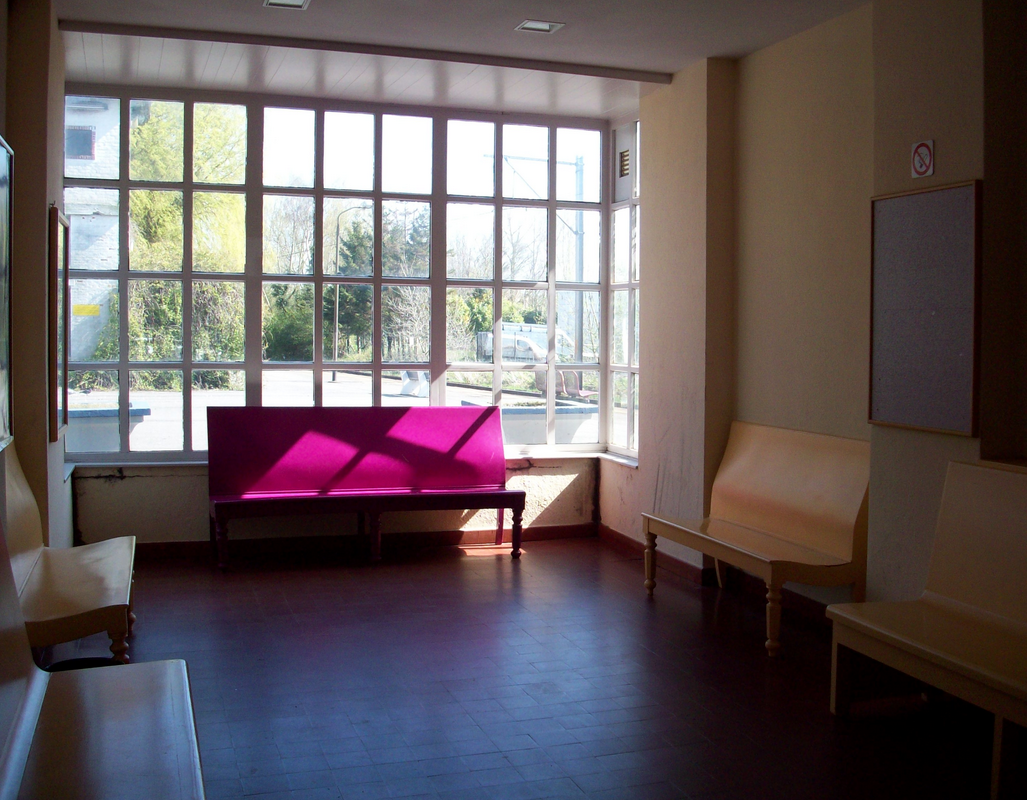
Salle d'attente en 2010.
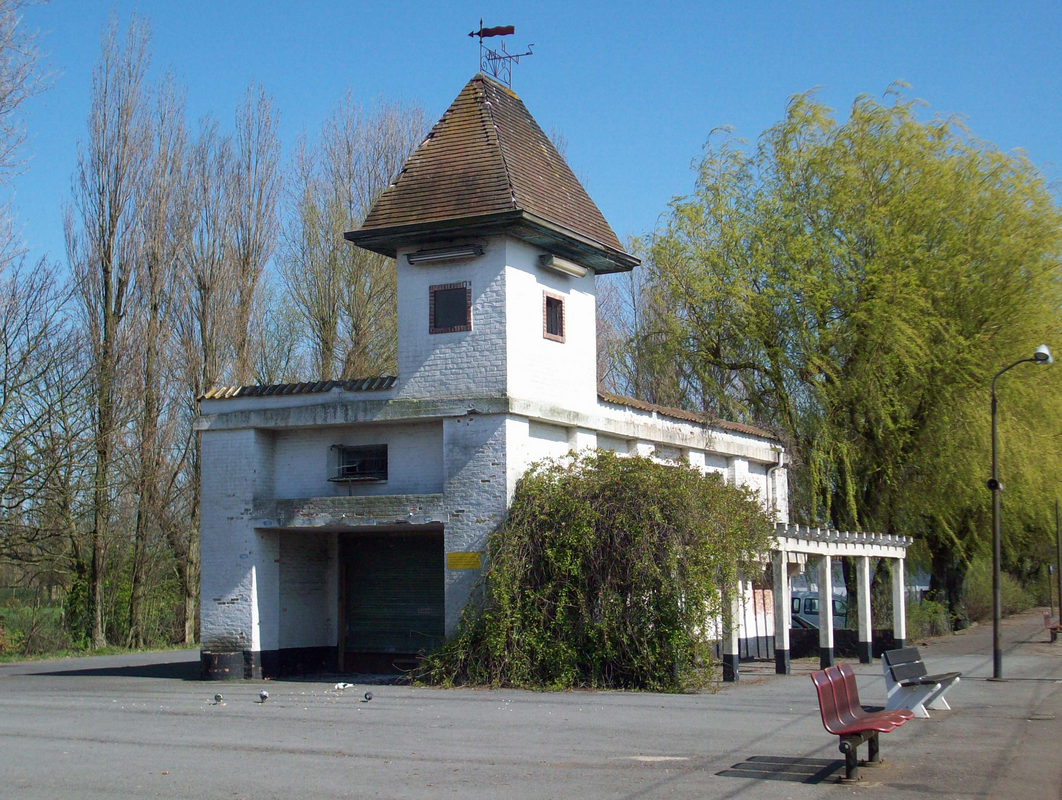
Autre bâtiment en 2010.

## Service des voyageurs

### Accueil
Gare SNCB, elle dispose d'un bâtiment voyageurs, avec guichet, ouvert tous les jours. Des aménagements, équipements et services sont à la disposition des personnes à la mobilité réduite.

### Desserte
Coxyde est desservie par des trains InterCity (IC), Touristiques (T) et Heure de pointe (P) de la SNCB, qui effectuent des missions sur la ligne commerciale 73 : La Panne - Gand (voir brochure SNCB).
En semaine, la desserte comprend :
- des trains IC-28 entre La Panne et Anvers-Central (limités à Gand-Saint-Pierre tôt le matin et tard le soir) ;
- deux paires de trains P entre Schaerbeek et La Panne (vers Schaerbeek le matin, retour en soirée) ;
- une paire de trains P vers entre La Panne et Gand-Saint-Pierre (vers Gand le matin, retour l’après-midi).

Les week-ends et jours fériés, la desserte est composée de trains IC-29 entre La Panne et Landen. Un unique train P à destination des étudiants circule les dimanches soir de La Panne à Louvain.
Durant les congés, la paire de trains P entre La Panne et Gand ne circule pas. En revanche, la SNCB met à disposition des voyageurs deux trains touristiques (ICT) de Bruxelles-Nord à La Panne le matin, retour le soir (en semaine comme les week-ends).

### Intermodalité
Un parc pour les vélos et un parking sont aménagés à ses abords ; ils ont été agrandis en 2011. La gare est desservie par des bus.

## Comptage voyageurs
Ce graphique et tableau montre le nombre de voyageurs embarquant en moyenne durant la semaine, le samedi et le dimanche.
| Nombre de passagers qui embarquent à la gare de Coxyde | Nombre de passagers qui embarquent à la gare de Coxyde | Nombre de passagers qui embarquent à la gare de Coxyde | Nombre de passagers qui embarquent à la gare de Coxyde |
|                                                        | Semaine                                                | Samedi                                                 | Dimanche                                               |
| ------------------------------------------------------ | ------------------------------------------------------ | ------------------------------------------------------ | ------------------------------------------------------ |
| 1977                                                   | 190                                                    | 78                                                     | 171                                                    |
| 1978                                                   | 228                                                    | 64                                                     | 152                                                    |
| 1979                                                   | 314                                                    | 61                                                     | 229                                                    |
| 1980                                                   | 279                                                    | 78                                                     | 208                                                    |
| 1981                                                   | 245                                                    | 68                                                     | 178                                                    |
| 1982                                                   | 164                                                    | 73                                                     | 222                                                    |
| 1983                                                   | 323                                                    | 135                                                    | 225                                                    |
| 1984                                                   | 143                                                    | 98                                                     | 204                                                    |
| 1985                                                   | 267                                                    | 81                                                     | 232                                                    |
| 1986                                                   | 171                                                    | 43                                                     | 253                                                    |
| 1987                                                   | 153                                                    | 47                                                     | 189                                                    |
| 1988                                                   | 292                                                    | 112                                                    | 223                                                    |
| 1989                                                   | 312                                                    | 173                                                    | 379                                                    |
| 1990                                                   | 333                                                    | 204                                                    | 329                                                    |
| 1991                                                   | 439                                                    | 185                                                    | 502                                                    |
| 1992                                                   | 527                                                    | 200                                                    | 525                                                    |
| 1993                                                   | 268                                                    | 132                                                    | -                                                      |
| 1994                                                   | 263                                                    | 130                                                    | 164                                                    |
| 1995                                                   | 201                                                    | 217                                                    | 400                                                    |
| 1996                                                   | 490                                                    | 220                                                    | 331                                                    |
| 1997                                                   | 384                                                    | 189                                                    | 415                                                    |
| 1998                                                   | 311                                                    | 124                                                    | 416                                                    |
| 1999                                                   | 253                                                    | 98                                                     | 484                                                    |
| 2000                                                   | 337                                                    | 150                                                    | 421                                                    |
| 2001                                                   | 296                                                    | 130                                                    | 406                                                    |
| 2002                                                   | 346                                                    | 87                                                     | 446                                                    |
| 2003                                                   | 249                                                    | 150                                                    | 348                                                    |
| 2004                                                   | 288                                                    | 99                                                     | 330                                                    |
| 2005                                                   | 266                                                    | 142                                                    | 350                                                    |
| 2006                                                   | 275                                                    | 104                                                    | 329                                                    |
| 2007                                                   | 285                                                    | 170                                                    | 401                                                    |
| 2008                                                   | -                                                      | -                                                      | -                                                      |
| 2009                                                   | 373                                                    | 155                                                    | 475                                                    |
| 2010                                                   | -                                                      | -                                                      | -                                                      |
| 2011                                                   | -                                                      | -                                                      | -                                                      |
| 2012                                                   | 350                                                    | 192                                                    | 357                                                    |
| 2013                                                   | 158                                                    | 212                                                    | 379                                                    |
| 2014                                                   | 304                                                    | 178                                                    | 333                                                    |
| 2015                                                   | 251                                                    | 189                                                    | 233                                                    |
| 2016                                                   | 314                                                    | 154                                                    | 247                                                    |
| 2017                                                   | 356                                                    | 227                                                    | 514                                                    |
| 2018                                                   | 306                                                    | 129                                                    | 313                                                    |
| 2019                                                   | 295                                                    | 114                                                    | 313                                                    |
| 2020                                                   | 229                                                    | 113                                                    | 295                                                    |
| 2021                                                   | -                                                      | -                                                      | -                                                      |
| 2022                                                   | 314                                                    | 149                                                    | 341                                                    |
| 2023                                                   | 263                                                    | 234                                                    | 379                                                    |
| 2024                                                   | 274                                                    | 147                                                    | 384                                                    |

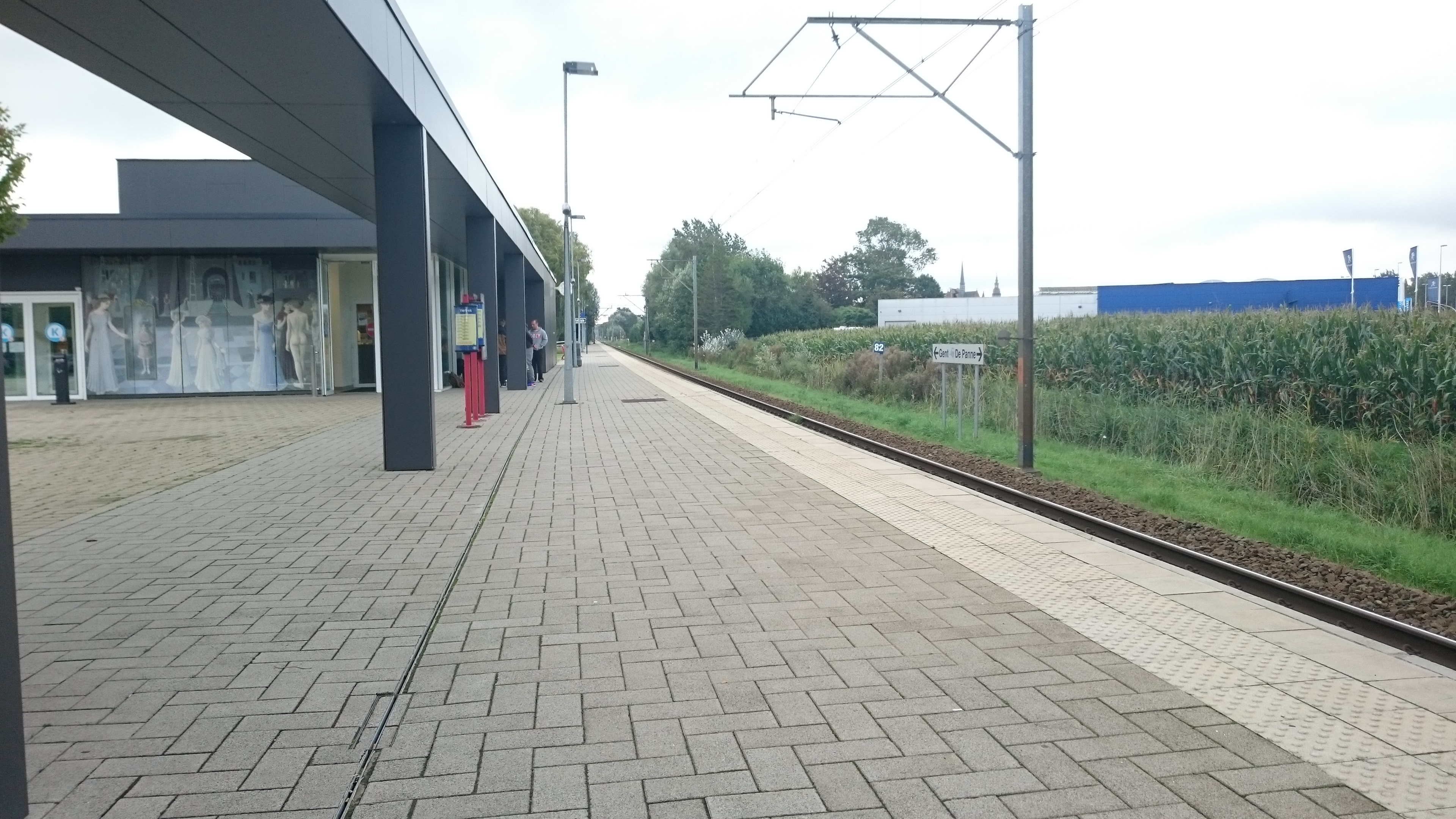
La gare en 2015.
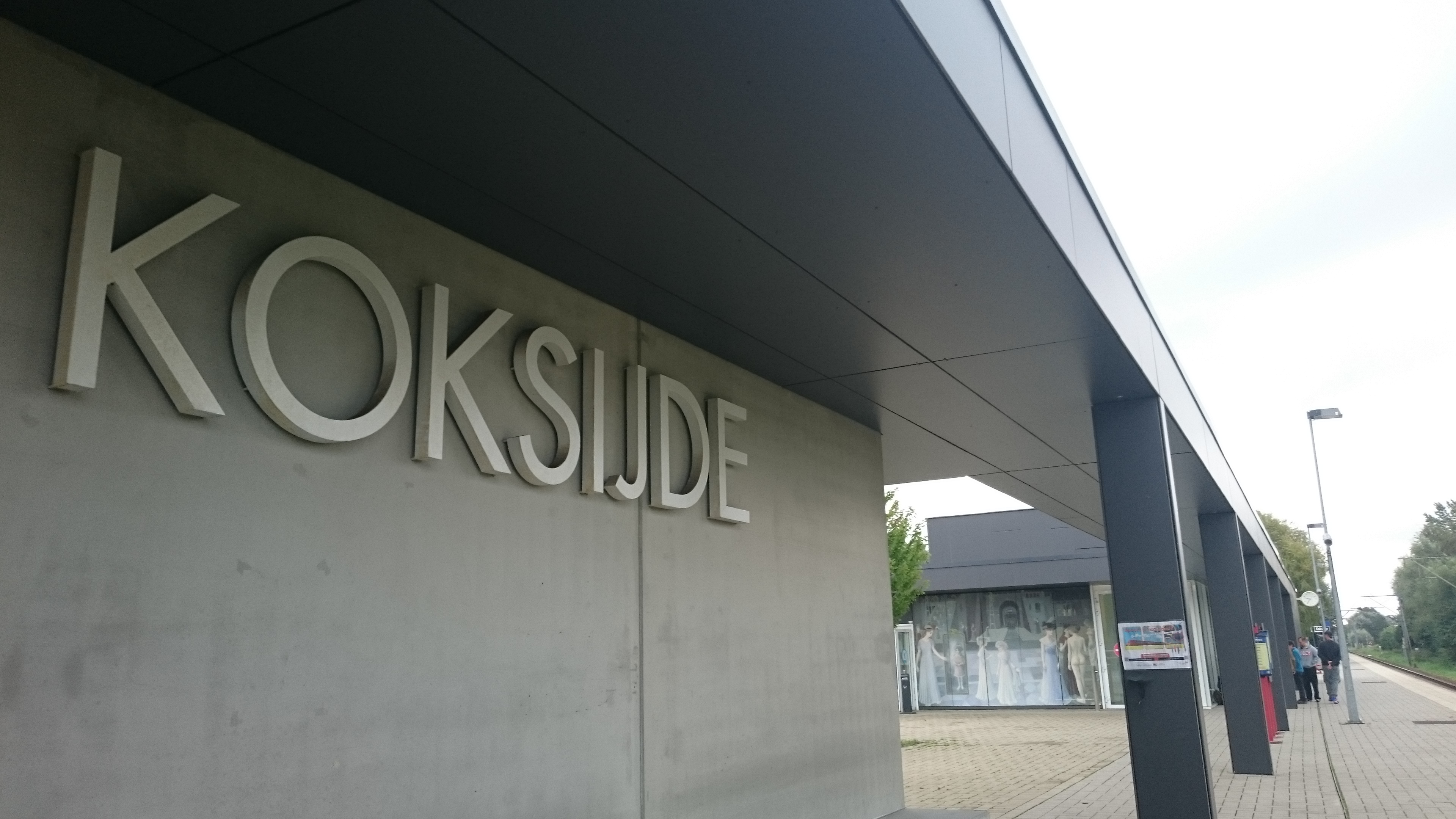
Autre vue de la gare en 2015.